# Восточная равнинная горилла
Восточная равнинная горилла (англ. The eastern lowland gorilla), или горилла Грауэра (лат. Gorilla beringei graueri), — подвид восточной гориллы, крупного животного, одного из четырёх подвидов горилл. Обитает в низменных тропических лесах в восточной части ДР Конго.
Восточных равнинных горилл гораздо меньше, чем особей другого подвида — равнинных западных горилл. Согласно отчёту 2004 года, в дикой природе было всего около 5000 восточных равнинных горилл, а в 2016 году их осталось меньше 3800 особей, тогда как другой подвид насчитывает более чем 100 000 западных равнинных горилл. За пределами естественного ареала живёт только одна восточная равнинная горилла женского пола — в Антверпенском зоопарке (Бельгия).

## Внешний вид
Восточные равнинные гориллы являются крупнейшим подвидом горилл и крупнейшими современными приматами. Животное имеет большую голову, широкую грудь, длинные ноги, плоский, с большими ноздрями, нос. Шерсть её в основном чёрного цвета, зрелые самцы имеют серебряную полосу на спине. Мех покрывает практически всё тело, за исключением лица, груди, ладоней и ступней. С возрастом он приобретает седоватый окрас. Вес тела взрослого самца в среднем 160 кг, иногда может достигать 220 кг, самки весят от 70 до 114 кг; длина тела 185 см у самцов и 150 см у самок.

## Питание и образ жизни
Восточные равнинные гориллы предпочитают леса с плотной травянистой подстилкой. Питаются они корнями, листьями, корой, древесиной, цветами, фруктами и стеблями растений, иногда беспозвоночными животными и грибами. Как и западные равнинные гориллы, эти человекообразные обезьяны живут семейными группами, состоящими из доминирующего самца, нескольких самок и детёнышей, однако размер группы у восточных горилл больше, чем у западных, и в среднем составляет 35 особей. Границы территории группы не охраняются, но при встречах одной группы с другой могут происходить стычки. Самки обычно переходят из своей родной группы в другую перед периодом спаривания. Обычно это происходит в возрасте около 8 лет. Часто они присоединяются к одиноким самцам и создают новую группу. Самцы покидают семью, с которой они выросли, в 11 лет. Они много времени проводят в одиночном существовании и обычно создают собственную семью не раньше 15 лет.

## Размножение
Чёткого периода размножения у восточных горилл нет. Самки рожают детёнышей только раз в 3—4 года, вследствие длительного периода беременности и воспитания молодняка. Беременность у них длится 8,5 месяцев, после чего рождается один детёныш. Новорожденные особи имеют серовато-розовую кожу и могут ползать через 9 недель после рождения. Отлучение от груди происходит в 3,5 года. Половая зрелость наступает в 10 лет у самок и в 15 лет у самцов. Продолжительность жизни восточных горилл 40—50 лет.

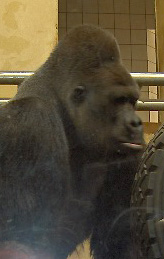
Самец

## Численность
За последние 50 лет ареал восточной равнинной гориллы сократился как минимум на четверть. Численность восточных равнинных горилл в 1995 году оценивалась приблизительно в 16 900 животных. Площадь ареала этого подвида резко сократилась, она составляет 21 600 км², что на 25 % меньше, чем в 1969 году.
Существенным фактором, ставящим восточных равнинных горилл на грань выживания, являются гражданские беспорядки и развитие сельского хозяйства в последние десятилетия. Подобная деятельность разрушает и фрагментирует места обитания животных, вследствие чего популяция восточных равнинных горилл, возможно, сократилась наполовину или больше. Текущая политическая нестабильность и убийство горилл ради мяса усугубляют проблему их защиты. Подвид внесён в Красную книгу МСОП со статусом «находящийся под угрозой исчезновения».